# Tic
Een tic is een plotselinge, spontane, korte samentrekking van een spier of spiergroep. Hierdoor ontstaat een waarneembare beweging (motorische tic) en/of een vocale uiting (vocale tic). Soms treden tics in korte tijd snel na elkaar op.

## Vormen
Een tic kan willekeurig gereproduceerd worden. Indien wenselijk kan een persoon met een tic, deze tijdelijk onderdrukken.  Dit veroorzaakt wel een soort spanning, een drang om te bewegen.
Tics kunnen bij iedereen voorkomen, maar zijn soms een symptoom van een somatische of psychische aandoening (ticstoornis).
De meeste tics die voorkomen op kinderleeftijd, verdwijnen spontaan. Een bekende aandoening waarbij tics optreden, is het syndroom van Gilles de la Tourette.

## Kenmerken
Voorbeelden van tics met geluid zijn knorren, snuiven, snurken, de keel. Tics zonder geluid zijn het optrekken van de schouders, het trekken van gezichtsgrimassen, knipogen of met beide ogen knipperen en ontwillekeurige hoofbewegingen. Ook zijn er dwangmatige handelingen als het onwillekeurig voorwerpen tellen als traptreden of stoeptegels tellen en lichtschakelaars aan en uit doen.